# 여수 밤바다 (영화)
"여수 밤바다"는 2019년에 개봉한 대한민국의 영화이다. 다만, 동명의 노래인 버스커 버스커의 '여수 밤바다'라는 노래 제목과 이름이 비슷하지만 해당 노래는 영화 제목과 무관하다.

## 캐스팅
- 정형석 : 지석 역
- 이지연 : 미희 역
- 이호연 : 동곤 역
- 김지현 : 여배우 역
- 이성원 : 사내 1 역
- 송동환 : 단원남 2 역